# سیاست (فیلم ۲۰۰۴)
پخش زنده ریکی جرویز ۲: سیاست (انگلیسی: Ricky Gervais Live 2: Politics) عنوان یک اجرا توسط کمدین بریتانیایی ریکی جرویز است. این اجرا در تئاتر پالاس، لندن در سال ۲۰۰۴ فیلمبرداری شده‌است.